# Auxicerus aethiops
Auxicerus aethiops is een keversoort uit de familie vliegende herten (Lucanidae). De wetenschappelijke naam van de soort is voor het eerst geldig gepubliceerd in 1900 door Jakowleff.